# Getto w Bereźnem
Getto w Bereźnem (lub Bereznem) – getto dla ludności żydowskiej zorganizowane przez okupacyjne władze hitlerowskie w czasach II wojny światowej w mieście Bereźne. 
Od początku okupacji niemieckiej w 1941 roku Żydzi zostali poddani różnym represjom – nakazano im nosić opaski Gwiazdą Dawida, zdać złoto i kosztowności, zmuszano ich do nieodpłatnego wykonywania ciężkich prac. Nie mogli opuszczać miejscowości, byli bici i okradani przez policjantów ukraińskich. 
Getto powstało 6 października 1941 roku. Początkowo mieszkało w nim 3 tys. Żydów, lecz w połowie czerwca 1942 przesiedlono do getta Żydów z okolicznych wsi. Do czasu likwidacji getta zdołało z niego zbiec około 200 osób, które ukrywały się w okolicznych wsiach u Polaków, bądź przyłączyły się do sowieckiej partyzantki. Getto zostało zlikwidowane 25 sierpnia 1942 roku przez SD z Równego wraz z niemiecką żandarmerią i ukraińską policją. W trakcie akcji rozstrzelano 3680 Żydów. Znany jest przypadek uratowania Żydówki T. Reznik przez komendanta ukraińskiej policji.
W 1990 roku na terenie technikum leśnego w Bereźnem postawiono pomnik ofiar Holokaustu.